# Perro tshuktshorum
Perro tshuktshorum là một loài nhện trong họ Linyphiidae.
Loài này thuộc chi Perro. Perro tshuktshorum được Kirill Yuryevich Eskov & Yuri M. Marusik miêu tả năm 1991.